# Battaglia di Castricum
La battaglia di Castricum, avuta luogo nei Paesi Bassi, nei pressi di Castricum, il 6 ottobre 1799, vide le forze franco-batave dei generali Brune e Daendels contrapposte allo schieramento anglo-russo del duca di York e del generale Abercromby. Lo scontro, nato a seguito di una schermaglia tra le forze repubblicane e quelle coalizzate, andata poi ad ingrandirsi, rappresenta l'ultima decisiva battaglia nel corso della spedizione anglo-russa, terminata di lì a breve con la convenzione di Alkmaar. 

## Contesto storico
Dopo lo scoppio della guerra della Prima coalizione, uno dei principali teatri di guerra furono le Fiandre, dove gli eserciti rivoluzionari e coalizzati si scontrarono per anni con risultati piuttosto altalenanti. Dopo la vittoria francese di Fleurus, le truppe repubblicane riuscirono ad avanzare piuttosto facilmente, raggiungendo Amsterdam nell'inverno del 1795 e rovesciando il regime dello statolder, fuggito in Inghilterra. La Repubblica delle Sette Province Unite venne sostituita da un nuovo governo filo-giacobino e rivoluzionario, prendendo il nome di Repubblica Batava, con i francesi che si impegnavano formalmente nella sua difesa. La guerra si concluse nel 1797, ma le tensioni tra le potenze europee non fecero altro che aumentare e nel 1799 una nuova coalizione antifrancese si materializzò.
Mentre nel primo conflitto, le forze francesi erano riuscite a respingere i propri nemici e ad avanzare nei loro territori, in questo secondo scontro, la situazione era critica per i rivoluzionari, almeno sino all'agosto 1799: Jourdan era stato sconfitto in Germania, Massena riportava numerose difficoltà nella guerra in Svizzera, Suvorov aveva riconquistato il nord Italia facilmente e Napoleone era bloccato in Egitto. Con la Francia che sembrava avviarsi ad un'ineluttabile sconfitta, l'egoismo dei singoli membri della coalizione iniziò a manifestarsi, con ognuno di essi pronto a favorire i propri interessi politici piuttosto che la sconfitta della repubblica transalpina.
Seguendo questo tema, gli inglesi proposero il seguente piano: von Melas avrebbe preso il controllo degli eserciti in Italia, Suvorov avrebbe marciato in Svizzera, liberando l'arciduca Carlo, che avrebbe a sua volta preso la strada per la Germania. Infine, russi ed inglesi avrebbero tentato una spedizione in Olanda, per reinsediare lo statolder ed allungare ulteriormente le deboli file francesi.

## Antefatti
I preparativi per lo sbarco furono effettuati per tutta la prima parte di agosto, con circa 15000 soldati inglesi raccolti nel Kent. La spedizione sarebbe stata affidata al duca di York, mentre la flotta inglese sarebbe stata comandata dall'ammiraglio Andrew Mitchell. Gli inglesi salparono il 13 agosto e giunsero in Olanda il 22. Tentarono immediatamente uno sbarco, ma le pessime condizioni meteorologiche li convinsero a riprendere il mare e riprovare con acque più calme.

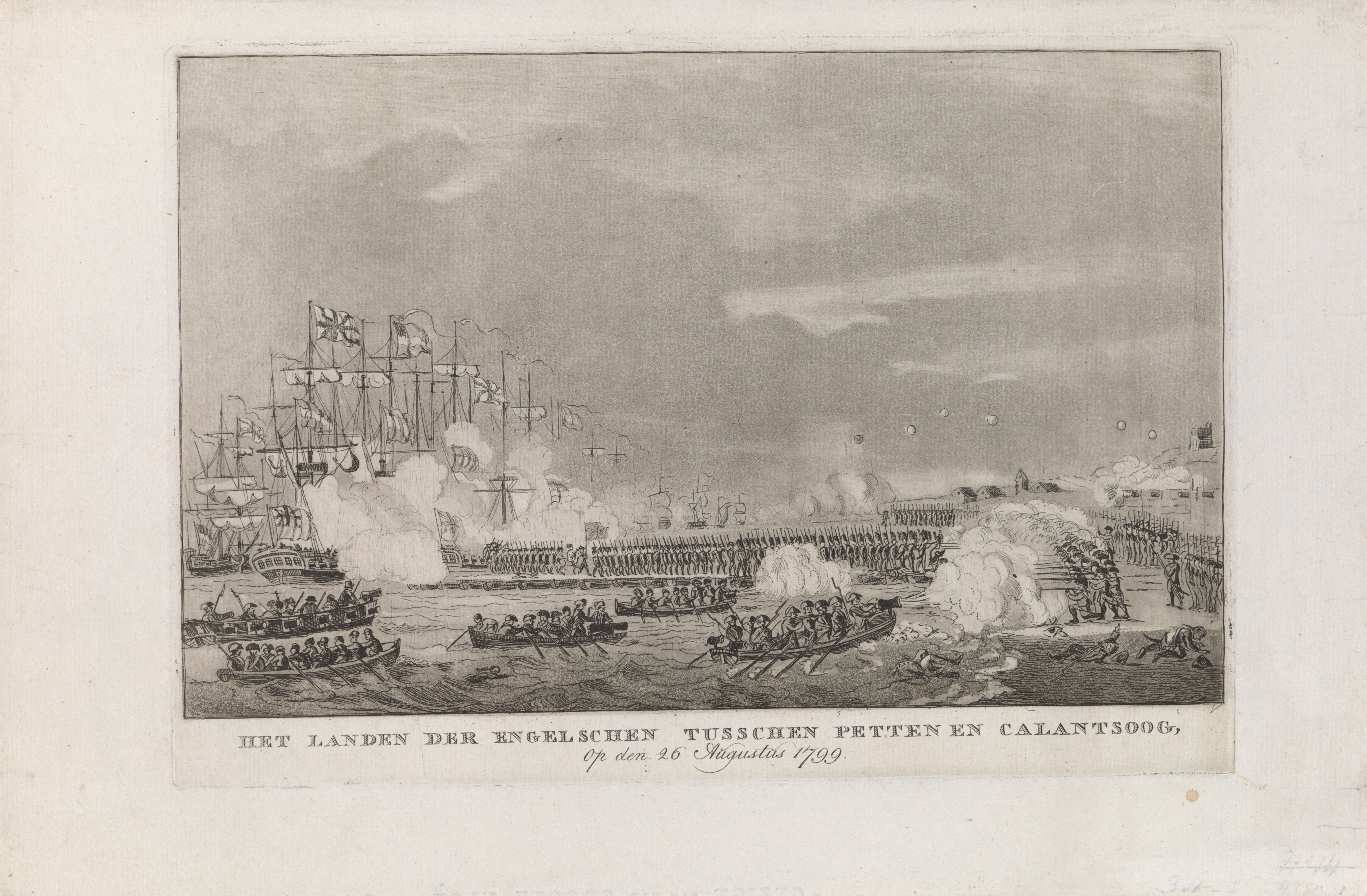
Sbarco degli inglesi il 27 agosto

Il secondo tentativo fu effettuato il 27 agosto. Le truppe batave di Daendels si attivarono per prevenire lo sbarco, ma nonostante l'ostinata opposizione, fallirono nell'impresa e le truppe di Abercromby riuscirono ad ottenere una prima testa di ponte in Olanda. Pochi giorni dopo, uno squadrone della flotta olandese si arrese agli inglesi, permettendo a Mitchell di avere pieno controllo sia sul mare del Nord sia sullo Zuiderzee. Con i russi e il secondo contingente inglese ancora lontani, i batavi, a cui si erano uniti i francesi di Brune, tentarono nuovamente di ricacciare gli inglesi in mare, sperando di fermare l'invasione prima che l'intera spedizione coalizzata giungesse sulla terraferma. L'attacco congiunto alla posizione di Abercromby fallì: i repubblicani si ritirarono ad Alkmaar e nella settimana successiva i russi, gli inglesi ed il duca di York sbarcarono tra Den Helder e l'isola di Texel.

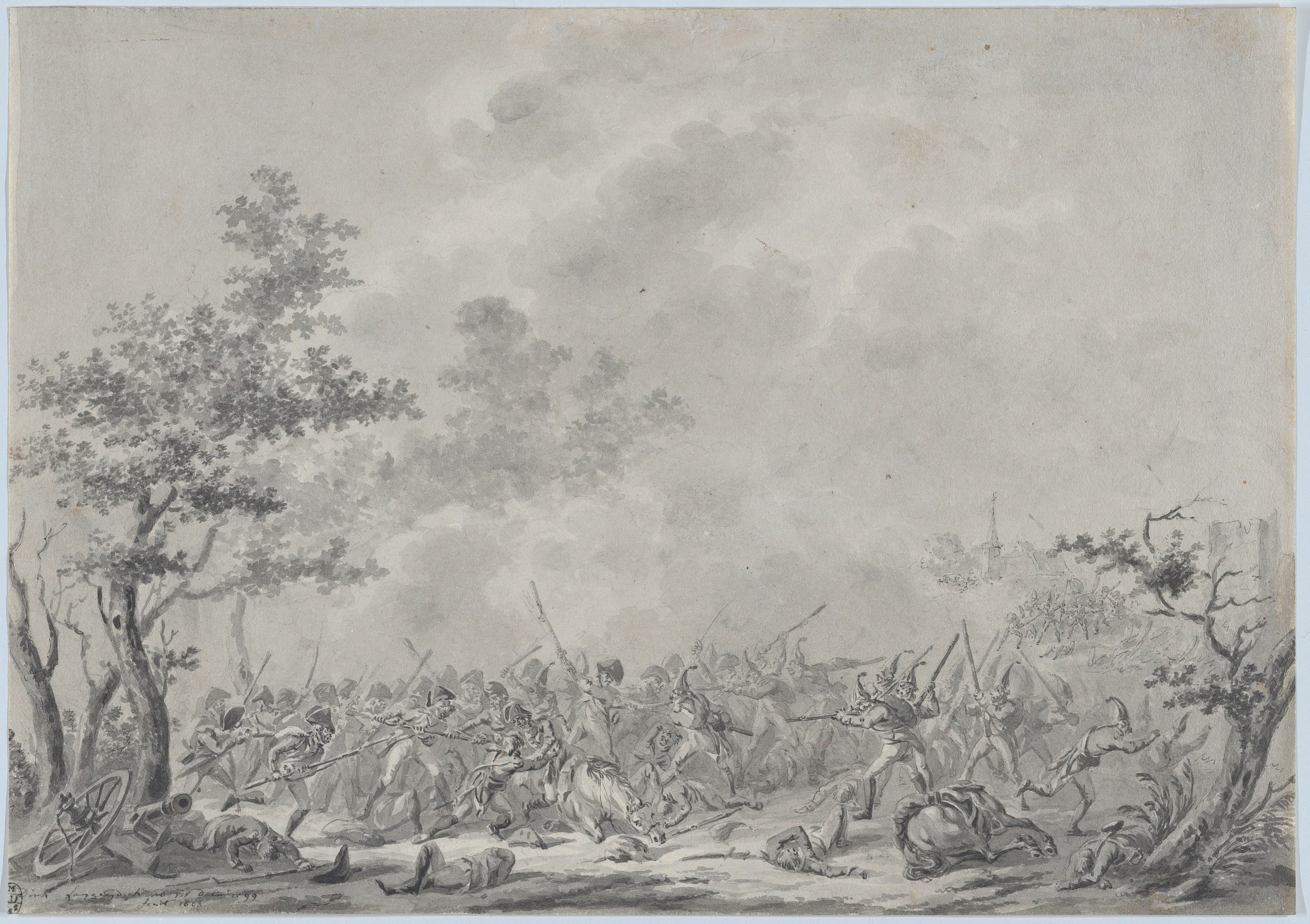
La battaglia di Bergen. Scena della cattura del comandante russo

Brune, consapevole che le sue forze sarebbero dovute passare ad un atteggiamento più difensivo, dece quanto possibile per ostacolare l'avanzata degli anglo-russi: le strade vennero devastare, i polder fatti allagare e i ponti che collegavano le varie sponde delle dighe fatti saltare. Il 19 settembre, il duca di York lanciò il proprio attacco: i suoi 40000 uomini furono divisi in 4 colonne ed attaccarono altrettanti obiettivi. Nonostante la superiorità numerica, la pessima coordinazione tra i comandanti coalizzati giocò a favore dei francesi: le truppe di Brune riuscirono a mantenere il controllo della città di Bergen, catturando persino il comandante dei corpi russi. I risultati delle altre colonne furono altrettanto deludenti o al meglio ininfluenti, costringendo l'intero corpo di spedizione a ritornare alle posizioni originali.
Un secondo attacco fu preparato per il 2 ottobre: i franco-batavi vennero respinti su tutta la linea. Bergen fu la prima città a cadere, poi i batavi dovettero abbandonare anche Alkmaar, dove i cittadini locali alzarono persino la bandiera dello statolder. Nonostante la vittoria, il comandante della spedizione rimaneva poco fiducioso: non sarebbe stato possibile mantenere un esercito così numeroso in una zona così ristretta per tutto l'inverno. Se i coalizzati non fossero riusciti a raggiungere le grandi città dell'Olanda meridionale, dove il supporto al vecchio regime era più forte, la spedizione intera non avrebbe portato ad alcun frutto. Infatti, nessun tipo di provvista poteva essere raccolta nella zona da loro occupata ed i rifornimenti, che dovevano essere trasportati prima a Den Helder via mare, dovevano affrontare le strade malconce e dissestate dei combattimenti, senza contare i numerosi problemi causati dai polder allagati e dai ponti che erano stati distrutti in precedenza. Anche la salute dei suoi uomini iniziava a vacillare, con alcune guarnigioni che cominciavano già a lamentare alcune perdite dovute a malattie. Il duca di York sentì che era necessario rinnovare l'attacco e cercare di superare le difese francesi, piazzate su questo stretto istmo di terra, prima che avessero il tempo di trincerarsi e prima che i rinforzi promessi a Brune, già in marcia verso l'Olanda, arrivassero dal Belgio.

## La battaglia

### Posizionamento degli eserciti

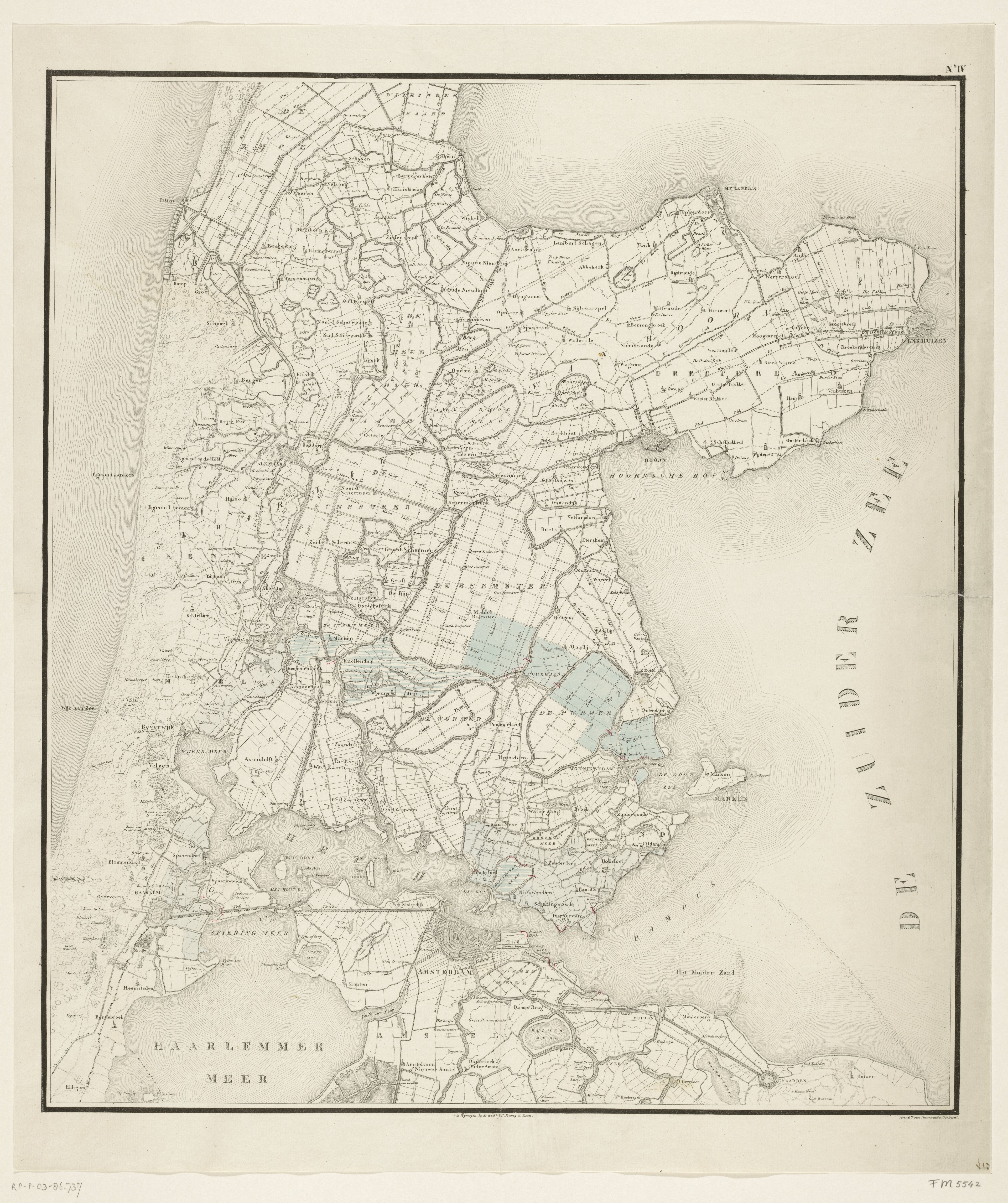
Mappa dell'Olanda settentrionale del 1799

Dopo la sconfitta, i franco-batavi di Brune avevano posto il loro quartier generale a Bewerwijk, sulla strada per Haarlem. Le divisioni di Boudet e Gouvion furono messe sotto il comando di Vandamme e stazionate tra Wijk aan Zee e Heemskerk, la divisione di Dumonceau fu posta dinnanzi al quartiere generale, con il corpo di Bonhomme in un avamposto as Akersloot, mentre i batavi di Daendels coprirono del difese dei polder allagati di Monnickendam e Pumerend.
I coalizzati, invece, avevano stabilito il loro quartier generale ad Alkmaar e già dal 3 e 4 ottobre si stavano preparando per il nuovo attacco: il duca valutò che la destra francese fosse inattaccabile a causa dell'allagamento dei polder, quindi optò per concentrare il proprio attacco su Bewerwijk. Abercromby fu posto alla destra dello schieramento, qualche chilometro a sud di Egmond aan Zee, con i russi del conte Essen che si posizionarono nelle sue vicinanze, tra i villaggi di Egmond aan de Hoef e Egmond-Binnen; al centro il villaggio di Heiloo fu occupato dalle forze di Dundas mentre l'estrema sinistra dello schieramento, formata dalla divisione di Pulteney, si concentrò tra Schemerhorn ed Alkmaar. La brigata del duca di Gloucester fu distaccata dal corpo di Pulteney per occupare la città di Hoorn.

### Gli scontri

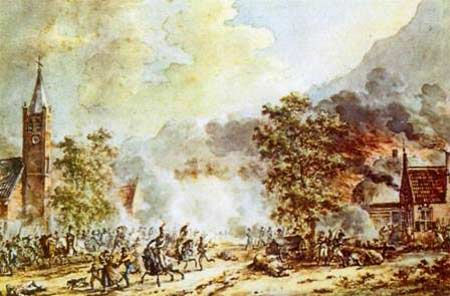
Gli scontri a Castricum

Gli inglesi iniziarono le prime operazioni la mattina del 6 ottobre. Il generale Coote, al capo di una brigata, partì da Bergen, passando per Alkmaar ed Heiloo, ed attaccò il villaggio di Limmen. Il villaggio cadde rapidamente e la marcia proseguì verso Akersloot, dove gli inglesi sloggiarono due battaglioni di soldati francesi. Dopo aver perso 200 uomini, prigionieri del nemico, i francesi si ritirarono verso la posizione di Bonhomme. I russi si mossero in maniera simile, avanzando e conquistando il villaggio di Bakkum. Le posizioni acquisite degli anglo-russi formavano una linea parallela a quella dei franco-batavi. Non era stato programmato alcun attacco da parte dei coalizzati nel caso di un immediato successo, ma Essen, dopo aver preso la cittadina, decise di spingere le proprie forze in direzione di Castricum, assumendo che la sua posizione sarebbe stata più sicura se il villaggio fosse stato catturato. Inaspettatamente, i russi incontrarono tre battaglioni francesi una volta giunti sul posto: i francesi del generale Pacthod posero una strenua resistenza, tanto che il generale Abercromby dovette convergere sul posto per fornire il proprio supporto ai russi. Il combattimento tra le forze di Essen e quelle di Pacthod fu interrotto dalla ritirata dei francesi, che dopo aver notato la colonna inglese in arrivo, assunsero una posizione più arretrata dietro alle dune di sabbia di Castricum. Essen avanzò nuovamente ma Pacthod rinnovò il duello tra le due forze. Stavolta, Brune riuscì a convogliare le forze di Boudet e Gouvion per sostenere gli sforzi dei repubblicani: il primo si diresse in supporto di Pacthod, mentre il secondo tentò di attirare l'attenzione della colonna di Abercomby, andando ad occupare una posizione più defilata sulla dune, avvicinandosi alle truppe britanniche. All'arrivo dei rinforzi di Boudet, i russi erano quasi riusciti a respingere i francesi, ma con l'arrivo dei rinforzi, la situazione cambiò drasticamente: i russi iniziarono a rallentare la loro spinta e per il corso delle successive tre ore non vi furono sostanziali progressi per nessuna delle due parti.

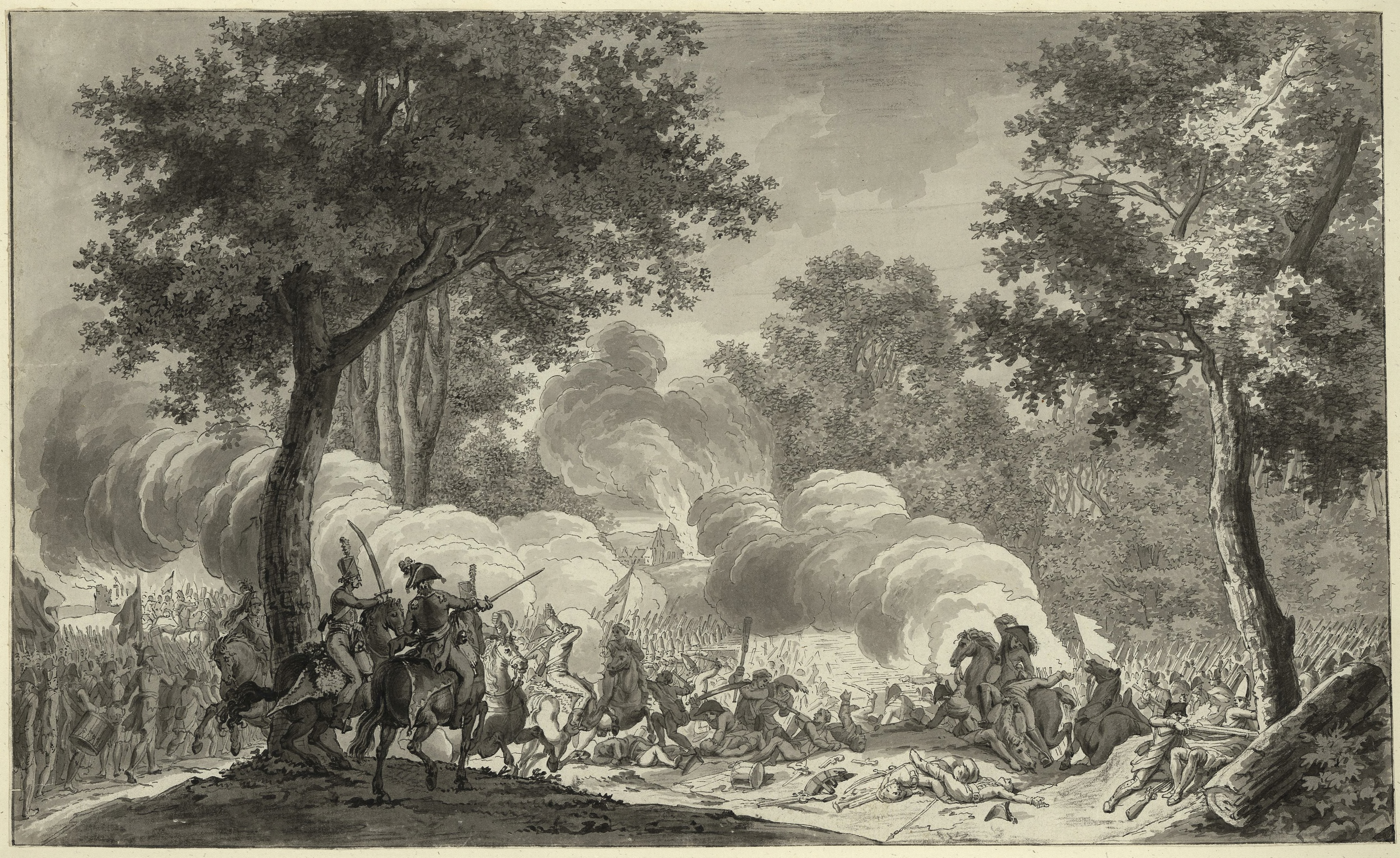
Scontri tra inglesi e francesi

Brune, non ricevendo notizie di miglioramenti, decise di aumentare la pressione sulle truppe russe: distaccò tre battaglioni per tenere sotto controllo le forze di Abercromby e destinò il resto delle sue forze all'azione sulle dune di Castricum. I russi si trovarono in forte difficoltà e furono costretti a cedere terreno: Brune ordinò i suoi battaglioni in colonna e diede ordine di caricare con la baionetta, causando una fuga disordinata dei russi, che dalle dune si rifugiarono dentro la cittadina. I combattimenti ripresero all'interno di Castricum, con Essen nuovamente in difficoltà, tanto da richiedere nuovamente il supporto di Abercromby. Quest'ultimo, nonostante fosse impegnato con una delle brigate francesi, inviò alcuni battaglioni in suo supporto: giunse personalmente con 4000 uomini e parte della propria artiglieria. Nonostante il supporto inglese, i francesi continuarono la loro spinta e riuscirono a trovare il successo con un nuovo attacco alla baionetta: i russi, sopraffatti, dovettero ritirarsi sino a Limmen.

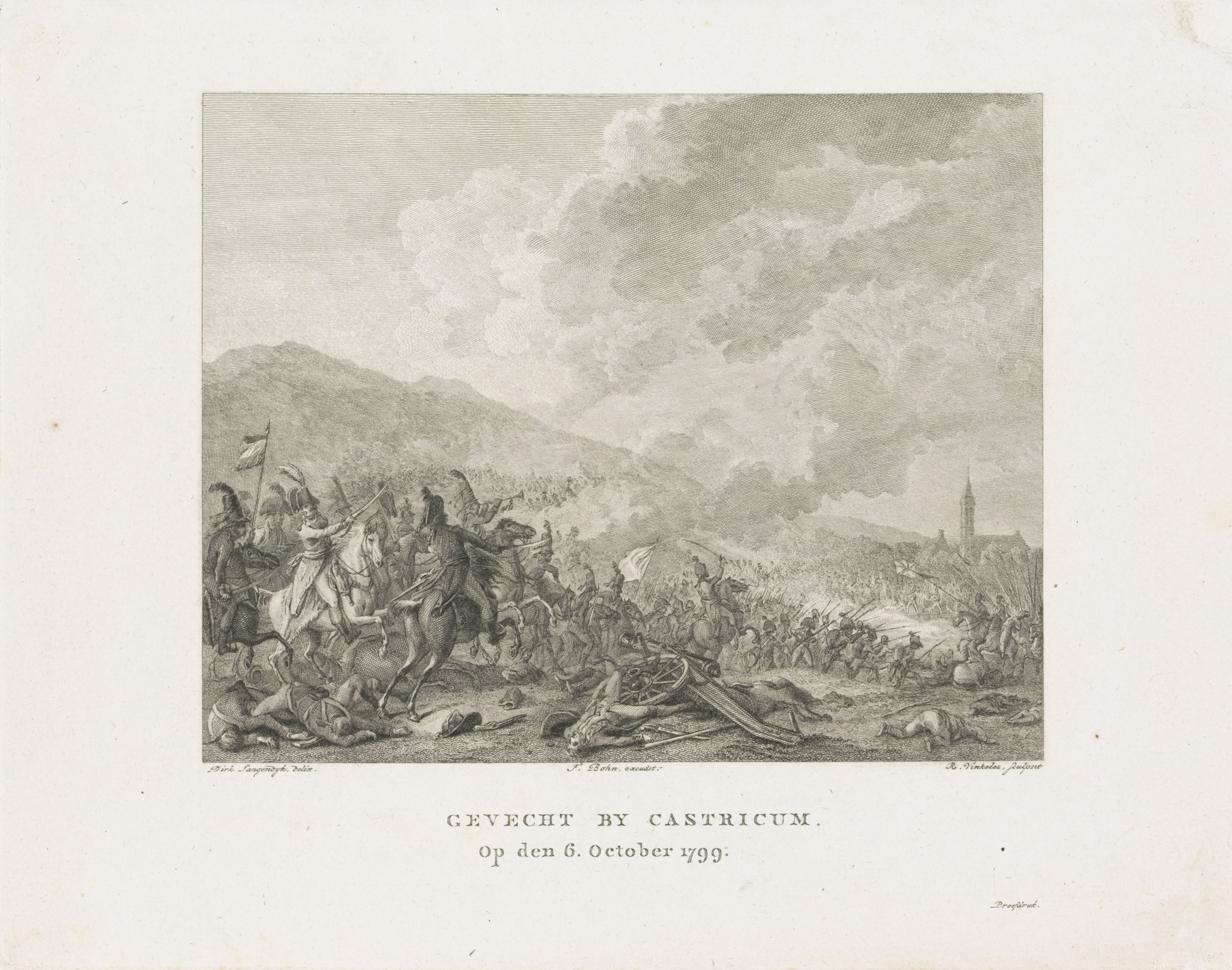
Attacco della cavalleria guidata da Brune

Pacthod e la cavalleria francese si lanciarono all'inseguimento e sarebbero riusciti a cacciare definitivamente il loro nemico se non fosse stato per un gruppo di squadroni di cavalleria, al comando di lord Paget, che bloccarono la loro avanzata. Il disordine causato dall'intervento della cavalleria inglese rallentò i progressi francesi, ulteriormente bloccati dalla distruzione del ponte di Schipwater da parte dei russi, e permise a Essen di riorganizzare le proprie forze, rinforzate da due battaglioni spediti sul posto da Dundas. Questi montarono quanti cannoni disponibili, dirigendoli sul ponte per mantenerne il possesso mentre veniva ricostruito. Completato il lavoro, i russi ripartirono alla volta di Castricum, che veniva assaltata dalle loro forze su un lato e da quelle inglesi sull'altro. Francesi e batavi, stanchi e a corto di munizioni erano sul punto di cedere quando Brune, intervenendo personalmente al comando di qualche squadrone di ussari olandesi, caricò la cavalleria britannica, cacciandola. Essen, non essendo più in grado di mantenere l'attacco, si ritirò verso Bakkum con considerevoli perdite.

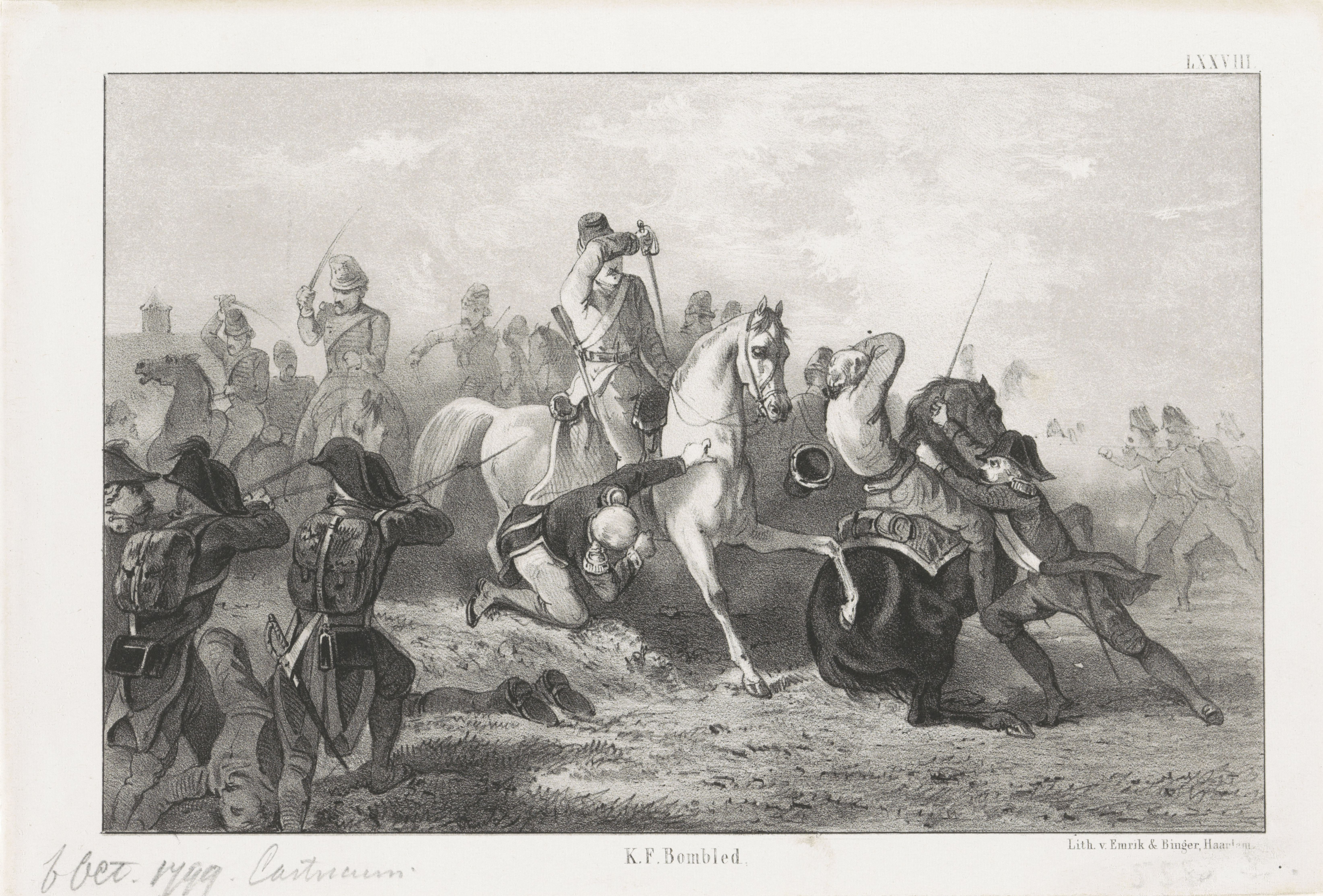
Lotta tra la cavalleria inglese e la fanteria francese

Sull'estrema sinistra francese, gli scontri tra Gouvion e Abercromby procedevano, con gli inglesi che subirono alcune perdite a causa del fuoco dell'artiglieria francese. Il generale Hutchinson tentò di separare due delle brigate al comando di Gouvion, quella di Simon da quella di Aubrée, posizionandosi di esse, all'interno della zona delle dune. Gouvion anticipò la manovra: preso un gruppo di riserve, si mise in marcia egli stesso tra le dune e fece avanzare per intero la propria ala, respingendo gli inglesi sino a Egmont. Raggruppati sulla stessa linea di difesa, russi e inglesi resistettero all'avanzata di Brune, che intendeva respingerli ancora più indietro. Nemmeno la sera pose fine alle ostilità: un gruppo di inglesi, rimasto in riserva, giunse a supportare Abercromby: desideroso di riguadagnare parte del terreno perso, tentò di scagliarsi contro Gouvion. Quest'ultimo, che aveva occupato le alture di fronte a Bakkum, resistette senza problemi fino a che Brune non impartì l'ordine di ritirata: l'intera forza repubblicana abbandonò il campo, prendendo le posizioni originalmente occupate ad inizio giornata.
Sulla destra francese, come anticipato, l'allagamento dei polder impedì gli scontri. Pulteney si limitò ad inviare, sotto una bandiera di tregua, uno dei suoi generali, George Don, a discutere con Daendels di un possibile scambio di prigionieri. Quando il generale inglese si mise a fa circolare un proclama che incitava i soldati olandesi a ribellarsi al Direttorio e al governo batavo, Daendels lo fece arrestare e lo portò come prigioniero a Brune. Il comandante delle forze franco-batave spedì Don nelle carceri di Liegi, dove rimase fino a giugno del 1800.

## Conseguenze
La battaglia risultò costosa per entrambi gli schieramenti: almeno 1400 erano i caduti e feriti tra le file francesi, oltre 2600 quelle anglo-russe, sebbene il reale numero dei caduti sia soggetto a disputa. Ad ogni modo, era evidente che ad avere la peggio erano state le truppe della coalizione: il peso del fallimento fu fatto cadere sui russi, colpevoli di essersi avventurati troppo in avanti, quando non era stato richiesto, soprattutto considerando che il vero attacco era stato pianificato per il giorno seguente.

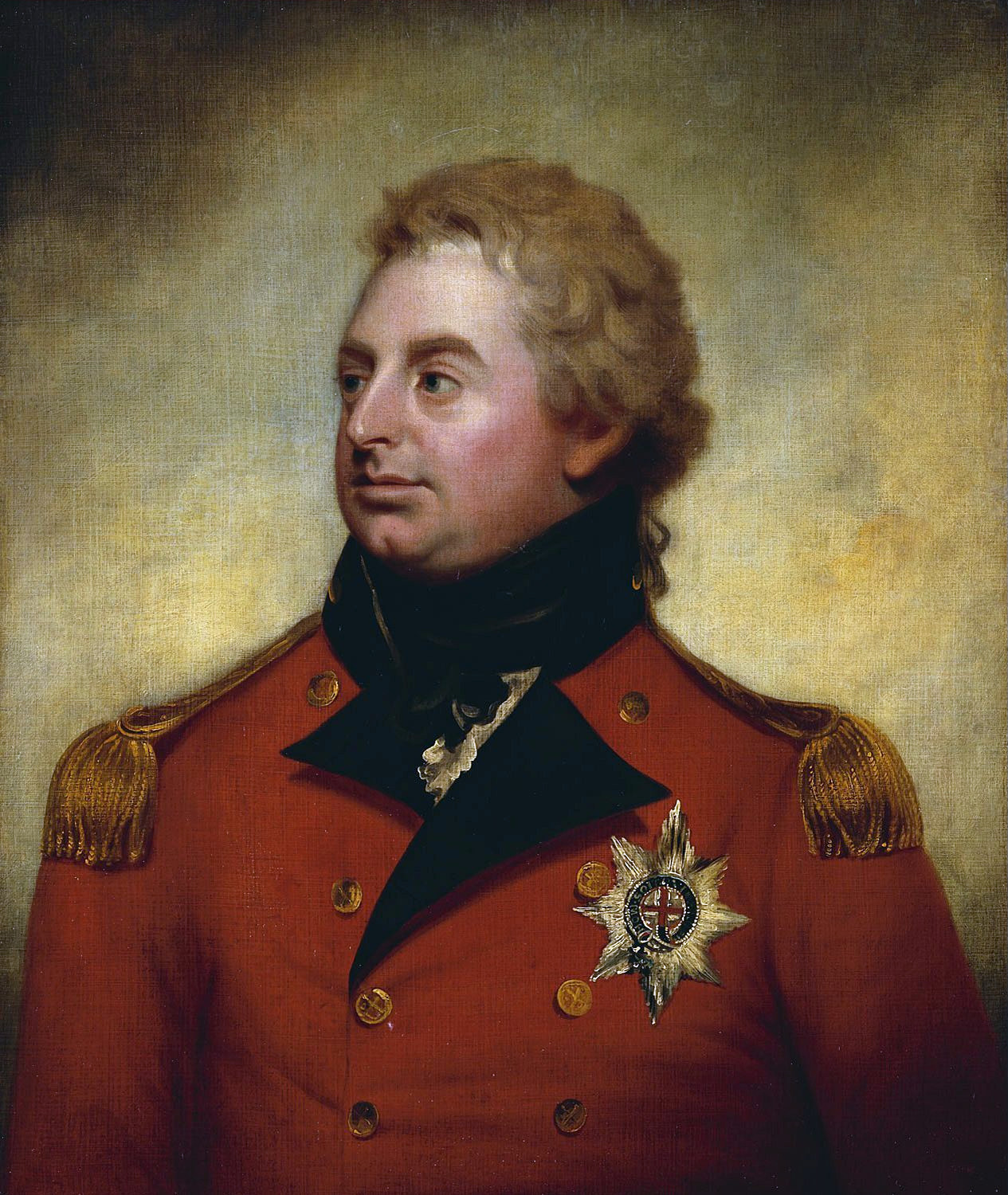
Il duca di York

I coalizzati passarono la notte sul campo di battaglia, bivaccando dove potevano. Il giorno seguente, una pioggia torrenziale li accolse: era dispersi su un fronte ampio, con i vestiti fradici e le munizioni inutilizzabili. Passarono la maggior parte della giornata a costruire ripari per le intemperie. Situazione opposta era quella dei repubblicani: erano tornati ai loro quartier generali la sera precedente ed in giornata avevano ricevuto i rinforzi promessi, circa 6000 uomini.
Il duca di York comprese perfettamente che la spedizione non avrebbe più potuto avere successo: i francesi attendevano ancora altri rinforzi, liberati dalla partenza dell'arciduca Carlo dal basso Reno in seguito alla vittoria di Massena a Zurigo. Inoltre, anche se fossero riusciti a superare l'attuale linea di difesa, c'erano altre posizioni fortificate dopo Bewerwijk dove i repubblicani avrebbero potuto montare una strenua resistenza. Il comandante inglese decise quindi di fare ritorno alla posizione delle Zyp, lasciata meno di un mese prima, e di attendere istruzioni dal ministero inglese. I suoi uomini dovettero percorrere circa 60 chilometri di strada sotto una pioggia torrenziale, cercando al contempo di non far capire ai francesi le loro reali intenzioni.
I francesi ripresero il possesso di Alkmaar l'8 ottobre e gli olandesi rientrarono ad Hoorn il 9. Non vi furono ulteriori scontri tra le due forze ed il 18 ottobre, le due parti firmarono la convenzione di Alkmaar: gli inglesi ed i russi accettavano di lasciare l'Olanda senza combattere. La spedizione, infine, si rivelò essere un costoso ed infruttuoso spreco di risorse e uomini.

## Commemorazione
Nella "Huis met de Kogel", la casa delle palle di cannone, a Castricum, è possibile vedere un proiettile di cannone conficcatosi nella cinta muraria della città; una targhetta ricorda la battaglia. Diversi toponimi locali ricordano la battaglia, come le duna Russenbergen e la strada Doodelaan. 
La vittoria francese viene ricordata persino sull'Arco di Trionfo di Parigi, con il nome di "Alkmaer", nome con cui ci si riferiva alla battaglia all'epoca.